# Pazzano (Serramazzoni)
Pazzano è una frazione del comune di Serramazzoni in provincia di Modena, da cui dista circa 5 km.
La frazione di Pazzano è divisa a sua volta in due borgate principali: Pazzano di sopra (541 m s.l.m.) e Pazzano di sotto (475 m s.l.m.) distanti fra loro solo poche centinaia di metri di aperta campagna.

## Monumenti e luoghi d'interesse
- Chiesa dei Santi Giovanni e Paolo Martiri. La chiesa di Pazzano sorge su un pianoro posto alle falde del monte di Monfestino, dove fu costruita a partire dal 1725 su disegno di Antonio Vandelli. La chiesa è dedicata ai santi Giovanni e Paolo, martiri a Roma: i santi protettori sono raffigurati in un pregevole dipinto, di origine tardo '600 collocato nell'abside e riportato al suo aspetto originale da un recente restauro. L'interno, decorato alla fine dell'800 con semplici motivi ornamentali, si sviluppa in un'ampia navata centrale e quattro piccole cappelle laterali. Sulla sinistra si eleva il campanile a fusto quadrato con cella campanaria. La chiesa e il campanile vennero consacrati nel 1915. L'altare è dedicato a San Giuseppe e davanti a esso, prima dei lavori di restauro avvenuti negli anni 1970-80, si poteva vedere una tomba con scolpito un guerriero e la scritta "Marcus Bazzanus et sibis natis et pasque nato proli hoc sepolcrum construxit - A. MDLXXX"; questa tomba era il sepolcro dell'importante famiglia dei Bazzani.

## Nella cultura
Le colline di Pazzano e le sue borgate sono state d'ispirazione per il poeta e scrittore Guido Cavani: è tra questi luoghi che, tra 1940 e 1960, scrive il romanzo Zebio Còtal ambientandone la trama.
La voce Pazzanum è presente nel Dizionario topografico-storico degli Stati Estensi di Girolamo Tiraboschi.